# 忧苦之慰圣母圣殿 (雷焦卡拉布里亚)

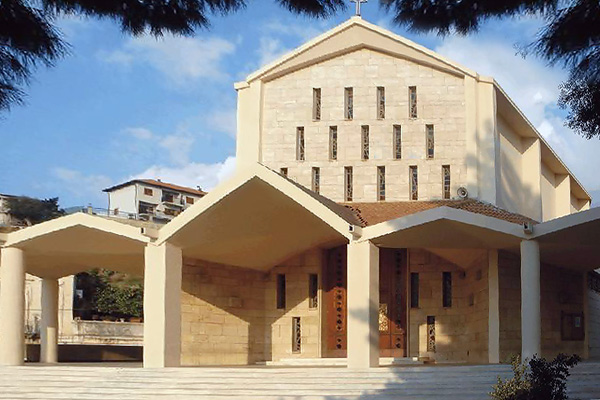

忧苦之慰圣母圣殿（Basilica di Santa Maria Madre della Consolazione all'Eremo）是一座罗马天主教宗座圣殿，位于意大利卡拉布里亚大区雷焦卡拉布里亚。
忧苦之慰圣母像平时供于此堂，但在每年从9月的第二周到11月的最后一个星期日，会移至雷焦卡拉布里亚主教座堂。
该堂位于城市的最高处，是卡拉布里亚大区最大的教堂之一，也是朝圣者的常去之地。
1971年11月28日,该堂升格为宗座圣殿.。